# Flitspaal
Een flitspaal is een verkeerscontrole-instrument dat langs wegen wordt geplaatst om snelheidsovertredingen en andere verkeersovertredingen vast te leggen. Traditioneel werden flitspalen uitgerust met een camera en een zichtbare flitslamp om een foto te maken van voertuigen die de maximumsnelheid overschreden of door rood licht reden. Deze foto's werden gebruikt als bewijsmateriaal voor het opleggen van boetes.

## Uitvinding van de Flitspaal

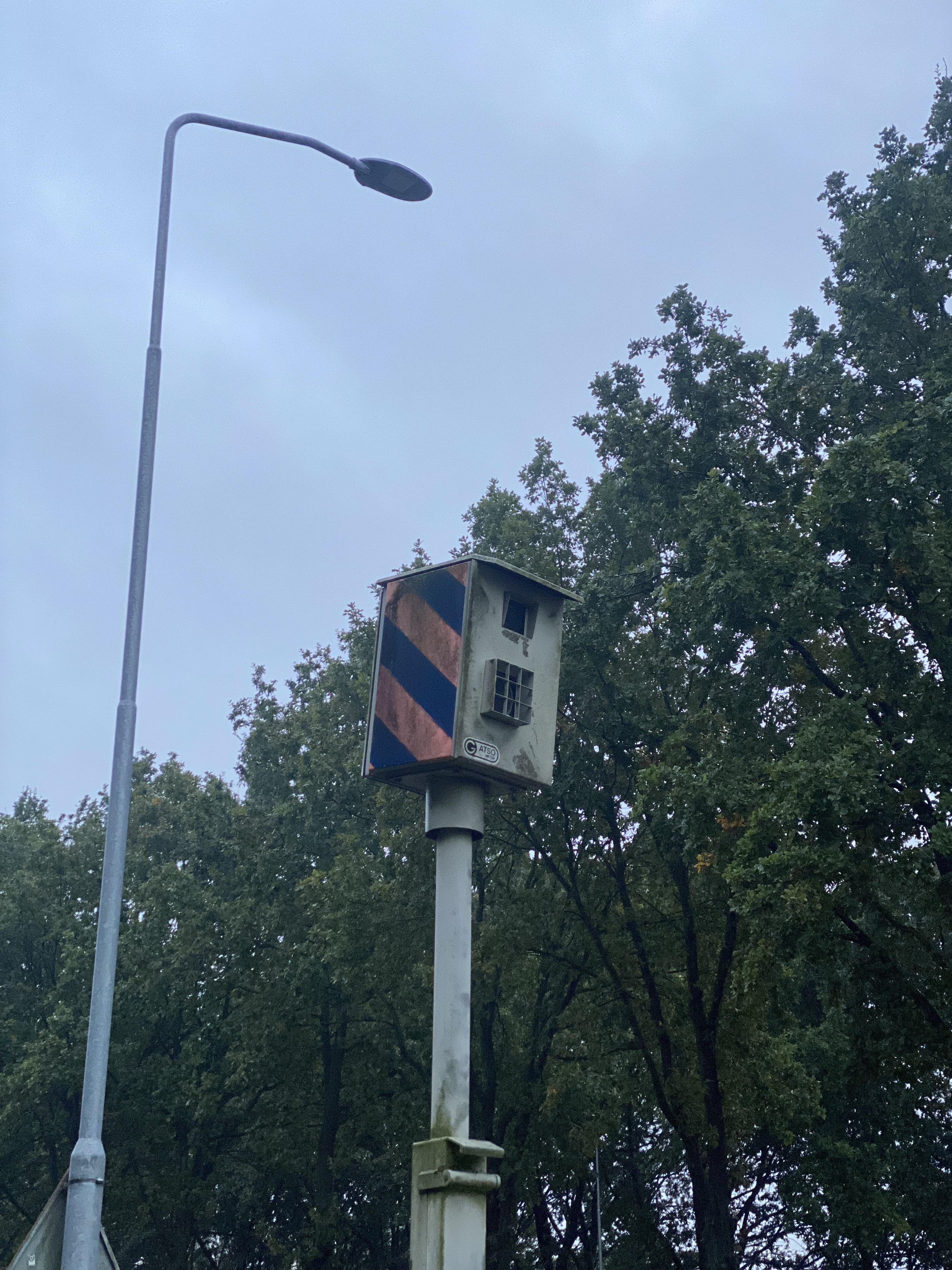
Een Oude Analoge Gatso RLC-36 in Blaricum

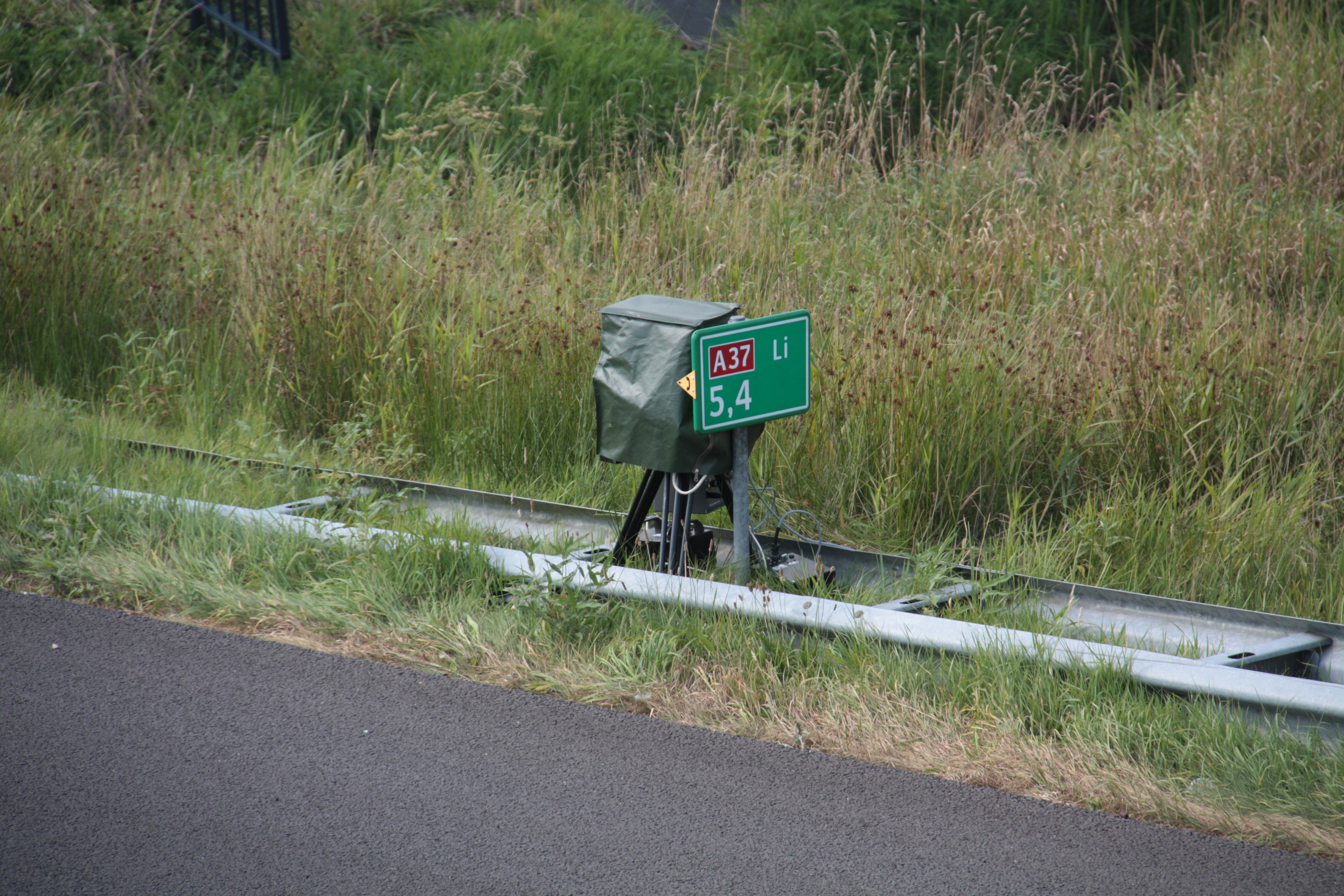
Een mobiele flitser langs de A37.

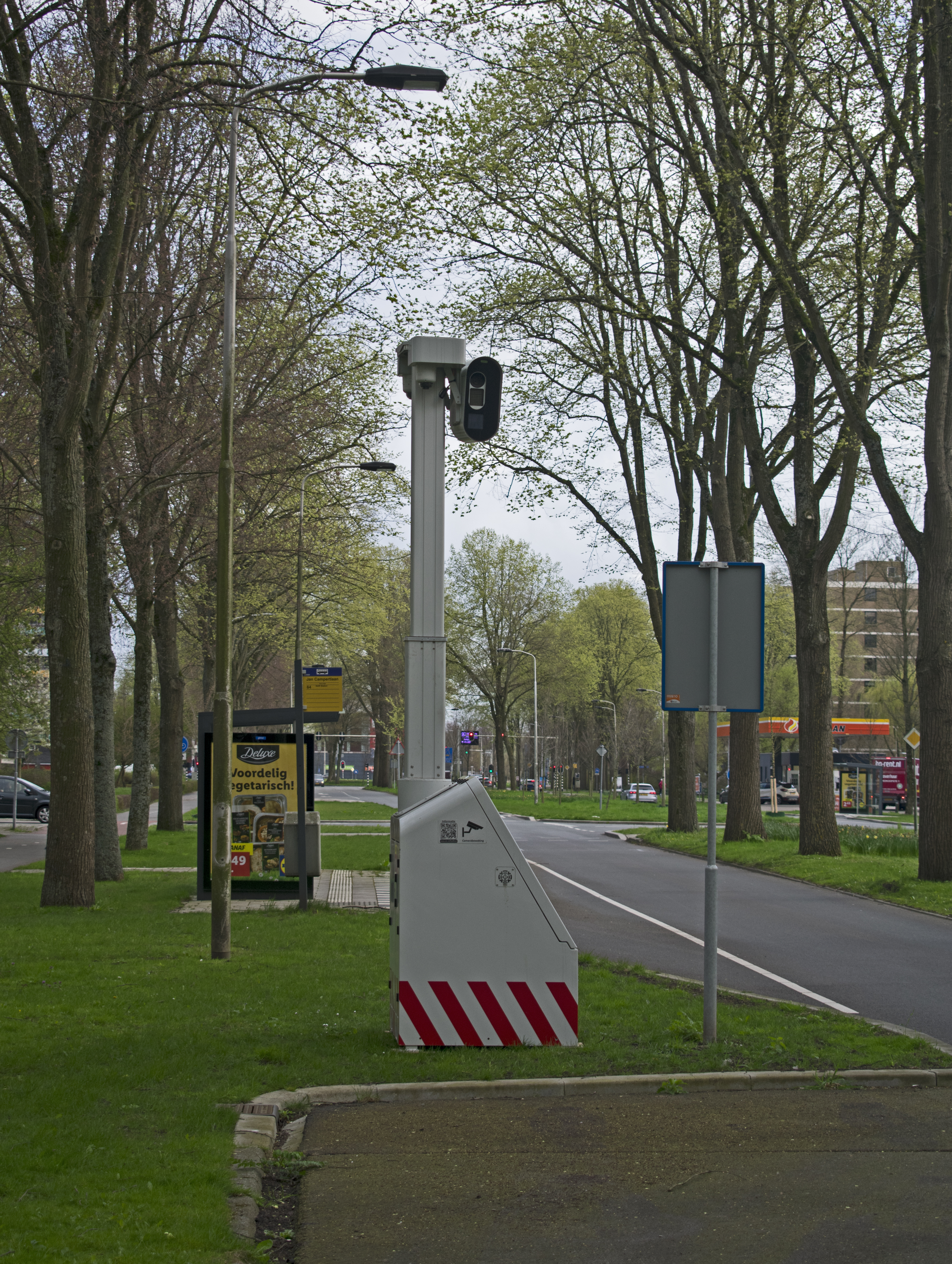
Een "Flexflitser" Met daarop een Digitale Flitspaal (Gatso RT3)

De eerste automatische snelheidsmeter werd ontwikkeld door de Nederlandse rallyrijder Maus Gatsonides (1911-1998). De reden hiervoor was dat Maus destijds vaak werd gepakt voor te hard rijden. Dit gebeurde meestal handmatig door een politieagent met een stopwatch en een start- en stoppunt, dat met het oog werd beoordeeld. Hierdoor ontstonden er onnauwkeurige metingen en werden er vaak hogere snelheden gemeten dan daadwerkelijk gereden werd. De belangrijkste oorzaak hiervan was de reactietijd.
Om dit probleem op te lossen, begon Maus met het ontwikkelen van een apparaat dat automatisch startte en stopte tussen twee punten. Na lang ontwikkelen had Maus Gatsonides een apparaat gemaakt dat gebruikmaakte van twee rubberen slangetjes die dwars over de weg lagen. Zodra de voorwielen van een voertuig het eerste slangetje raakten, startte een chronometer. Deze stopte wanneer de voorwielen het tweede slangetje raakten. Uit het tijdsverloop werd de snelheid van het voertuig berekend.
Latere uitvoeringen werkten met behulp van radargolven en waren voorzien van fotoapparatuur waarmee de snelheidsovertreding kon worden vastgelegd.
Gatsonides richtte in 1958 te Haarlem het bedrijf Gatsometer op om de apparaten te produceren. In Engeland wordt de flitspaal daarom vaak Gatso of 'Gatso Camera' genoemd; "to be gatsoed" betekent: geflitst zijn, hoewel de meest gangbare term traffic enforcement camera is. In België gebruikt men ook vaak de benaming "onbemande camera".
Het is bewezen dat op locaties waar flitspalen staan het aantal verkeersongevallen daalt, het letsel en de schade bij een ongeval minder ernstig is, er minder agressief rijgedrag is, de doorstroming verbetert en er minder schadelijke uitlaatgassen uitgestoten worden.

## "Flits"paal
De termen flitspaal, flitskast en flitser worden in de volksmond gebruikt voor het aanduiden van apparaten die snelheidsovertredingen in het verkeer of het door een rood verkeerslicht rijden vaststellen. De naam is afkomstig van het flitslicht, dat bij iedere foto-opname wordt gebruikt.
Sinds 2015 is er in Nederland een wet van kracht die bepaalt dat flitspalen niet meer daadwerkelijk mogen flitsen. Tussen 2010 en 2016 zijn alle analoge flitspalen vervangen, waarbij het grootste deel van de aanpassingen in 2015 heeft plaatsgevonden. In dat jaar werden ongeveer 3.000 analoge flitspalen verwijderd, waarvan 642 vaste flitspalen zijn vervangen door digitale infraroodcamera's. De term "flitspaal" is hierdoor eigenlijk niet meer volledig accuraat.
Het grootste verschil tussen analoge en digitale flitspalen is de technologie die wordt gebruikt. Analoge flitspalen werkten met zichtbare flitsen en legden overtredingen vast op filmrollen. Deze systemen vereisten regelmatig onderhoud, zoals het vervangen van film en flitslampen. Digitale flitspalen maken gebruik van infraroodtechnologie en slaan gegevens direct digitaal op. Hierdoor zijn ze betrouwbaarder, efficiënter en minder onderhoudsgevoelig.
Hoewel veel analoge flitspalen in Nederland zijn verwijderd, staan er nog steeds een groot aantal oude flitspalen langs de weg. Deze mogen wettelijk niet meer worden gebruikt voor het vastleggen van overtredingen, maar dienen wel als afschrikmiddel. Hun aanwezigheid moet automobilisten aanzetten om zich aan de verkeersregels te houden, ook al functioneren ze niet meer.
In België worden flitspalen nog wel gebruikt om zichtbaar te flitsen. Daar zijn veel analoge kasten vervangen of gedigitaliseerd, maar er worden ook nieuwe systemen ingezet die nog steeds zichtbaar flitsen bij overtredingen. Dit heeft deels te maken met het feit dat in België geen wet geldt die het gebruik van zichtbare flitsen verbiedt. Hierdoor blijft het flitsen een veelgebruikte methode om bestuurders te waarschuwen en overtredingen vast te leggen.
Het gebruik van digitale infraroodcamera's brengt daarnaast voordelen met zich mee voor de verkeersveiligheid. Doordat deze camera's geen zichtbare flits meer produceren, worden bestuurders niet afgeleid door plotselinge lichtflitsen. Daarnaast kunnen de systemen continu en nauwkeurig overtredingen vastleggen.
Hoewel de term "flitspaal" nog steeds gangbaar is in de volksmond, is deze technisch gezien verouderd. De huidige systemen maken gebruik van infraroodtechnologie en werken volledig digitaal.

## Flitspalen en flitskasten
Flitspalen en flitskasten verschillen alleen maar in de wijze waarop ze zijn opgesteld: een flitspaal staat langs de kant van de weg, terwijl een flitskast boven een portaal (meestal achter een verkeersbord) hangt. Een flitscontainer is een mobiele snelheidsmeter die verstopt is in een vuilcontainer.
Flitspalen en flitskasten bevatten een mechanisme om een snelheidsmeting uit te voeren, zoals een Doppler-radar en een camera waarmee een foto wordt gemaakt van het kenteken van ieder voertuig dat sneller rijdt dan de snelheid waarop de flitspaal is ingesteld. Een flitspaal moet periodiek worden geijkt.
Sinds 2022 worden in Nederland mobiele flitspalen ingezet langs wegen waar 50, 70 of 80 km/uur gereden mag worden, de zogeheten flexflitsers.

## Soorten
De volgende soorten flitspalen kunnen worden onderscheiden:
- Roodlichtcamera
- Snelheidscamera
- Lawaaiflitser
- Gecombineerd

### Roodlichtcamera
Deze camera registreert de overschrijding van de maximaal toegestane snelheid én het door het rode licht rijden van de voertuigen. Ze worden geplaatst ter hoogte van door verkeerslichten geregelde kruispunten. De eerste roodlichtcamera werd in 1966 te Haarlem geplaatst.
De roodlichtcamera's werken via twee lussen per rijstrook, die zijn aangebracht in het wegdek. De lussen bevinden zich meestal ter hoogte van de stopstreep. Voor het roodrijden wordt het ogenblik dat het voertuig over de lus rijdt vergeleken met de signaalstand van het verkeerslicht (al dan niet rood). Voor het vaststellen van overdreven snelheid wordt de tijdspanne gemeten waarbij het voertuig over de twee opeenvolgende lussen rijdt. De snelheid wordt vervolgens berekend. Bij elke overtreding maakt de roodlichtcamera twee foto's. De eerste foto registreert de overtreding. De tweede foto registreert of het voertuig nog stopt of doorrijdt en vermeldt de snelheid ervan.

### Snelheidscamera
Deze camera controleert alleen de snelheid en wordt geplaatst langs de wegen.
De snelheidscamera's werken op basis van het dopplereffect (radar of lidar). Een voertuig dat zich in de straling beweegt, weerkaatst de radargolf en wijzigt de frequentie van deze straling. De grootte van deze frequentiewijziging is afhankelijk van de snelheid van het voorwerp, hieruit kan de snelheid worden berekend.
De camera kan zijn gekoppeld aan een bord, waarop de gemeten snelheid in oplichtende cijfers wordt weergegeven ter informatie aan de weggebruiker waarvan zojuist de snelheid werd gemeten. 
De voeding van de combinatie camera-weergavebord wordt veelal geleverd door zonnecellen, waardoor de combinatie mobiel is en op verschillende plekken kan worden ingezet.

### Lawaaiflitser
Een lawaaiflitspaal meet de geluidsproductie van passerende voertuigen en kan zo geluidsoverlast automatisch beboeten. Sinds 2020 worden in enkele Nederlandse steden proeven gedaan met lawaaiflitsers.

## Distributie
Quasi altijd gaan de opbrengsten uit flitsboetes naar de staatskas. In zeer uitzonderlijke gevallen, zoals in het geval van Armenië, zijn flitspalen in private handen.
In België wordt de boete eerst verdeeld tussen de schatkist en het verkeersveiligheidsfonds. Van het aandeel van het verkeersveiligheidsfonds gaat een deel naar de financiering van de aankoop van materieel van de federale politie en naar de federale overheidsdienst Mobiliteit. Ook FOD Justitie krijgt een deel. In België liet men de eerste flitspaal in 1994 installeren. Er zijn ongeveer 2000 flitspalen (2011) in België.
Volgens het Nederlandse openbare ministerie waren er anno 2024, 642 vaste flitspalen, 50 flexflitsers welke enkele maanden op een locatie staan.